# Бирюков, Юрий Станиславович
Юрий Станиславович Бирюков (род. 7 марта 1948, Львов) — российский юрист и политик. Член Совета Федерации от правительства Республики Калмыкия с 22 сентября 2014 года. С 22 декабря 2006 года по 20 сентября 2014 года — член Совета Федерации от администрации Ненецкого автономного округа В 2000—2006 годах был первым заместителем генерального прокурора РФ. В 1999—2000 годах был начальником главного управления Генпрокуратуры на Северном Кавказе, в 1997—1999 заместителем начальника управления. В 1982—1997 годах работал прокурором Элисты. Кандидат юридических наук. Назывался в СМИ покровителем обвиняемых по делу о реализации контрабандной мебели в центрах «Три кита» и «Гранд», а также покровителем экс-замминистра финансов Андрея Вавилова, обвиняемого в мошенничестве и злоупотреблении полномочиями.

## Биография

### Ранние годы
Юрий Станиславович Бирюков родился 7 марта 1948 года во Львове Украинской ССР. В 1963—1969 годах учился в Донецком политехническом техникуме. Одновременно с учёбой работал на Макеевском коксохимическом заводе. В 1969—1971 годах проходил срочную службу в вооруженных силах. В 1971 году поступил в Свердловский юридический институт (ныне — Уральский государственный юридический университет), который окончил в 1975 году. Во время учёбы поддерживал дружеские отношения со своим однокурсником Юрием Чайкой.

### Начало карьеры
После окончания института в 1975 году Бирюков был назначен следователем прокуратуры Абайского района города Чимкента в Казахстане. Затем был переведен в Свердловскую область, где в 1976—1979 годах работал старшим следователем прокуратуры города Асбеста, в 1979—1980 годах — заместителем прокурора города. В 1980 году Бирюков был назначен замначальником следственного отдела республиканской прокуратуры Калмыкии. В 1980—1982 годах он был главой транспортной прокуроры города Элисты, а в 1982—1997 годах — прокурором города. В 1997—1999 годах Бирюков занимал должность заместителя начальника главного управления Генеральной прокуратуры РФ по надзору за исполнением законов о федеральной безопасности и межнациональных отношениях на Северном Кавказе, которое возглавлял Владимир Устинов. В 1999 году Устинов стал Генпрокурором, а Бирюков был вместо него назначен начальником управления. По некоторым данным, занять руководящие посты в северокавказском управление прокуратуры Бирюкову помог Чайка.

### Убийство Ларисы Юдиной
В июне 1998 года в Элисте была похищена и убита Лариса Юдина — главный редактор оппозиционной президенту Калмыкии Кирсану Илюмжинову газеты «Советская Калмыкия» и лидер местного отделения партии «Яблоко». Ранее Юдина неоднократно обращалась к Бирюкову с заявлениями о преследовании её со стороны властей. Проводивший общественное расследование убийства член «Яблока» и бывший начальник отдела по борьбе с организованной преступностью Алтайского ГУВД Валерий Останин обвинил Бирюкова в том, что он, не желая ссориться с Илюмжиновым, не предпринимал никаких мер, чтобы защитить Юдину и, таким образом, фактически способствовал её убийству. Впоследствии, перейдя в управление Генпрокуратуры по Северному Кавказу, Бирюков, по словам Останина, «оказывал давление на следственную бригаду, чтобы в отношении организаторов преступления были „отрублены концы“, а на скамье подсудимых оказались лишь исполнители». 29 ноября 1999 года Верховный суд Калмыкии признал виновными в убийстве Юдиной Сергея Васькина и Владимира Шелокова и приговорил каждого к 21 году лишения свободы. По этому же делу за укрывательство убийц к шести годам лишения свободы был приговорен Андрей Липин.

### Первый заместитель генерального прокурора России
7 июня 2000 года Бирюков был назначен первым заместителем генерального прокурора РФ Устинова. По отдельным данным, Бирюков, имея к этому времени тесные связи с директором ФСБ Николаем Патрушевым и его первым заместителем Владимиром Проничевым, сумел фактически отстранить Устинова от контроля за ключевыми уголовными делами и сам докладывал о ходе их расследования заместителю руководителя администрации президента Виктору Иванову.
СМИ обращали внимание на то, что вскоре после своего назначения замгенпрокурором Бирюков прекратил начатое в 1997 году дело о хищении 231 миллиона долларов на МАПО «МиГ». По делу, в числе прочих подозреваемых, проходил бывший замминистра финансов Андрей Вавилов (дело было вновь возбуждено в 2006 году — после ухода Бирюкова из прокуратуры, в январе 2007 года Верховный суд подтвердил наличие в действиях Вавилова признаков мошенничества и злоупотребления полномочиями). Кроме того, отмечалось, что именно Бирюков в 2001 году воспрепятствовал направлению в суд ещё одного дела против Вавилова, которого обвиняли в превышении полномочий при перечислении английской фирме United Energy International 450 миллионов для «ЕЭС Украины». Бирюков лично выделил из этого дела материалы на экс-министра и дал указание дело в этой части прекратить.
В ноябре-декабре 2001 года журналист Александр Хинштейн в газете «Московский комсомолец» опубликовал статьи «Лицензия на террор» и «Мандарины на белом снегу», в которых обвинил Бирюкова в пособничестве чеченским боевикам. В частности, журналист утверждал, что «именно по воле Бирюкова разгуливают на свободе соратники Бараева. Люди, подозреваемые в подготовке новых терактов в Москве», а «руководство Генпрокуратуры покрывает чеченских боевиков и снабжает их спецталонами». В апреле 2002 года Пресненский межрайонный суд Москвы удовлетворил иск Бирюкова к Хинштейну и газете «Московский комсомолец» о защите чести, достоинства и деловой репутации и обязал газету опубликовать опровержение обнародованных сведений.

### Дело «Трёх китов»
Бирюков активно упоминался СМИ в связи с делом о реализации контрабандной мебели через торговые центры «Три кита» и «Гранд». Дело было возбуждено в сентябре 2000 года. По версии следствия, мебель завозили в Россию по заниженным ценам через подставные фирмы, в результате чего бюджет недополучил миллионы долларов. В октябре того же года дело было передано в Следственный комитет при МВД следователю Павлу Зайцеву. Совладелец магазинов Сергей Зуев обратился с жалобой в Генпрокуратуру. В ноябре 2000 года та затребовала дело себе, а в мае 2001 года закрыла его «за отсутствием состава преступления». Одновременно в декабре 2001 года прокуратура обвинила Зайцева в проведении несанкционированных обысков и арестов. Дело «Трех китов» и «Гранда» вызвало широкий общественный резонанс. При этом в СМИ Бирюкова называли покровителем Зуева и инициатором уголовного преследования Зайцева.
В апреле 2002 года новым следователем по делу «Трех Китов» был назначен сотрудник Ленинградской облпрокуратуры Владимир Лоскутов. Это произошло после того, как дело под личный контроль взял президент РФ Владимир Путин. Отмечалось, что Бирюков, до этого отстаивавший позицию о необходимости закрытия дела, после вмешательства президента отменил постановление о прекращении уголовного дела, сославшись на некие «новые сведения». В декабре 2003 года судья Мосгорсуда Ольга Кудешкина, рассматривавшая дело Зайцева взяла самоотвод и заявила, что на неё оказывается давление со стороны Бирюкова и председателя суда Ольги Егоровой. Дело было передано другому судье, и в ноябре 2003 года Зайцев был приговорен к двум годам лишения свободы условно. В июне 2003 года в «Новой газете» появилась статья журналиста Юрия Щекочихина, в которой Бирюков был назван «зловещим серым кардиналом Генпрокуратуры, в который раз — и которое уже громкое дело! — разваливающий на глазах ошалевшей от подобной наглости российской общественности». В статье сообщалось, что Лоскутов был фактически изолирован от следствия. Кроме того, Щекочихин связал с делом «Трех Китов» убийство 26 мая 2003 года в больнице главы ассоциации «Мебельный бизнес» Сергея Переверзева. В конце июня 2003 Щекочихин отравился и 3 июля 2003 года умер. Согласно официальному диагнозу, у журналиста был «синдром Лайелла» — редкий аллергический синдром, поражающий иммунную систему и внутренние органы.

### Отставка
2 июня 2006 года в отставку ушёл генеральный прокурор Устинов. Его сменил министр юстиции Чайка. 14 июня Генпрокуратура объявила об аресте пятерых подозреваемых по делу «Трёх китов» — Зуева, руководителя фирмы «Транс» Андрея Саенко, гендиректора ООО «Альянс-96» Андрея Латушкина, а также главного бухгалтера московского представительства латвийской компании «ФМ Группа» Ирины Подсотской и её супруга, менеджера в этом же представительстве Павла Подсотского. Лоскутов, комментируя аресты, рассказал журналистам: «Сложность расследования, которое ещё продолжается, несмотря на арест пяти подозреваемых, заключалась в их больших связях в правоохранительных органах, которые препятствовали следствию». 28 июня 2006 года Бирюков был отправлен в отставку. СМИ отмечали, что решение об отставке, возможно, было связно с делом «Трёх китов» и что в отношении бывшего замгенпрокурора началась служебная проверка. Также отмечалось, что Чайка уволил Бирюкова несмотря на их давнее знакомство.

### Сенатор
14 декабря 2006 Собрание депутатов Ненецкого Автономного округа одобрило кандидатуру Бирюкова на пост представителя окружной администрации в Совете Федерации. При этом за Бирюкова проголосовало лишь четыре депутата, против шесть, а пять воздержались, но, согласно процедуре, этого было достаточно. Назначение вызвало острую реакцию в Госдуме. Так, депутат от «Единой России» Борис Резник заявил: «Бирюкову за все, что он натворил, была уготована прямая дорога на нары, а не в Совет Федерации». В верхней палате парламента Бирюков занял пост заместителя председателя комитета по правовым и судебным вопросам. 8 апреля 2009 избран на второй срок. Полномочия истекают в феврале 2014 года.

## Семья
Женат, у него есть две дочери.

## Награды и достижения
Бирюков — кандидат юридических наук и заслуженный юрист Российской Федерации. Награждён орденом Мужества (2000), орденом «За заслуги перед Отечеством» IV степени (2002) и II степени (2005).